# Iglesia de Casalgordo
La iglesia de Casalgordo es una iglesia de la localidad española de Casalgordo, en la provincia de Toledo.

## Descripción
Se encuentra en la localidad toledana de Casalgordo, perteneciente al municipio de Sonseca, en Castilla-La Mancha. Está ubicada en la plaza de la Iglesia, a la que da nombre.
Tiene planta de cruz latina, con la entrada al mediodía y coro elevado a los pies. La nave se cubre con artesonado de par y nudillo, con siete pares de tirantes sobre ménsulas, y estribo que recorre los muros con moldura de madera en forma de cordón. El crucero es rectangular y también está cubierto por artesonado, ochavado de limas mohamares sencillas con doble tirante en el centro y uno en cada esquina. Del brazo derecho sale una pequeña estancia cubierta también por armadura de par y nudillo. Bajo el coro hay una capilla bautismal con artesonado plano sujeto por tres tirantes apoyados en ménsulas labradas. Se accede a los brazos por arcos rebajados.
En el exterior la puerta es de ladrillo de arco de herradura y está precedida por un pórtico sobre dos pies derechos de piedra. La fábrica del cabecero es de mayor altura y con meriones prismáticos sobre cubierta, mampostería con sillares, especialmente en las esquinas, e hiladas de ladrillo. La nave es de mampostería con ladrillo en esquina.
Cuenta con una torre de estilo renacentista de sillares de dos cuerpos, el último con dos huecos muy alargados por cara. El imafronte de la iglesia debió de romperse con su construcción. Ambos cuerpos están separados por una cornisa, bajo el alero. Según el conde de Cedillo «tiene embebidos en el muro meridional exterior seis fragmentos de imposta cuyos extremos consisten en un trenzado, hojas, racimos, volutas y líneas ondulantes», que podrían tener origen visigodo del siglo VII.
El 26 de noviembre de 1991 fue declarada Bien de Interés Cultural con la categoría de monumento, mediante un decreto publicado el 18 de diciembre de ese mismo año en el Diario Oficial de Castilla-La Mancha.